# Helianthemum rupifragum
Helianthemum rupifragum là một loài thực vật có hoa trong họ Nham mân khôi. Loài này được A. Kern. mô tả khoa học đầu tiên.